# Chrysophanol
Chrysophanol ist eine chemische Verbindung aus der Gruppe der Anthrachinone.

## Vorkommen

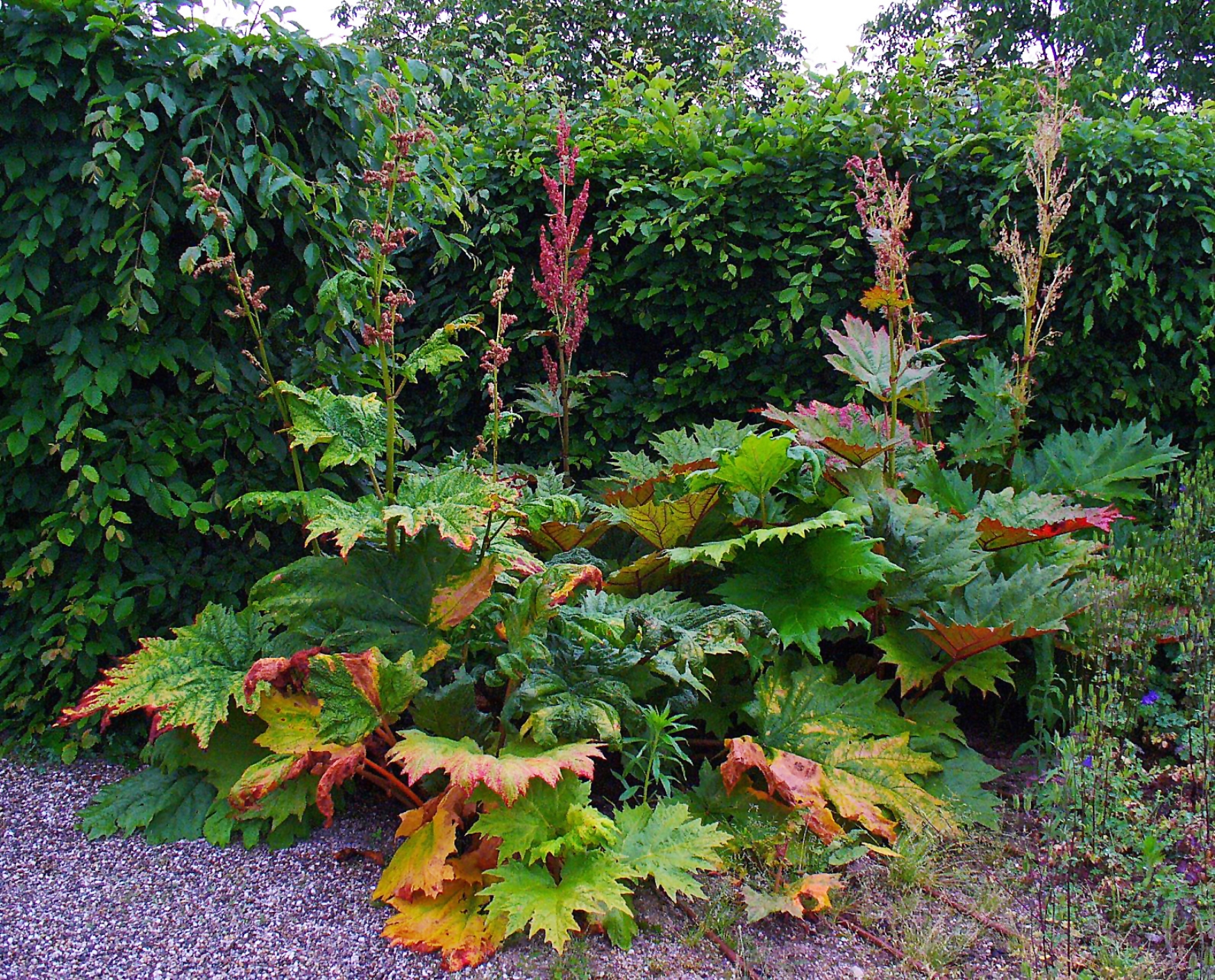
Chinesischer Rhabarber enthält Chrysophanol

Chrysophanol kommt natürlich in Chinesischem Rhabarber (Rheum officinale) vor. Es wurde auch in verschiedenen anderen Pflanzenfamilien nachgewiesen, darunter Polygonaceae, Rhamnaceae, Fabaceae, Liliaceae, Asphodelaceae, Buphorbiaceae, Meliaceae, Podocarpaceae, Picramniaceae und Hemerocallidaceae. In Insekten kommt es als Abwehrstoff, jedoch nur selten vor. Bei Pilzen wurde Chrysophanol zuerst in Penicillium islandicum entdeckt. Die Biosynthese erfolgt über den Polymalonat- oder Octaketid-Weg, wobei acht Acetyl-CoA-Einheiten von der Polyketidsynthase kondensiert werden.
Es kommt in freier Form, als 1-O-β-D-Glucosid (Chrysophanein) oder in Form von Dianthronen (Dichrysophanoldianthron, Palmidin D, Rheidin B) in der Wurzel von Rhabarber und Sauerampfer, in Form von Glycosiden auch in der Faulbaumrinde, in Kreuzdornbeeren und in Sennesblättern bzw. -früchten vor.

## Gewinnung und Darstellung
Chrysophanol kann aus Aloe-Emodin gewonnen werden.

## Eigenschaften
Chrysophanol ist ein gelboranger Feststoff. Seine Löslichkeit in Wasser ist gering; die wässrige Lösung ist gelb, färbt sich aber bei Zugabe von Basen oder konzentrierter Schwefelsäure rot.

## Verwendung
Chrysophanol zeigt antimikrobielle Aktivität und ist ein aktiver Bestandteil vieler Rohdrogen mit abführenden Eigenschaften.